# Glenn Marsland
Glenn Maynard Marsland (Adelaide, 30 giugno 1947) è un ex cestista australiano.

## Carriera
Con l'Australia ha disputato i Giochi olimpici di Monaco 1972 e i Campionati del mondo del 1974.